# Edward Gramlich
Edward Gramlich (* 18. Juli 1939 in Rochester (New York); † 5. September 2007 in Washington, D.C.) war ein US-amerikanischer Professor für Ökonomie an der University of Michigan und  Vorstandsmitglied des Board of Governors of the Federal Reserve, der Zentralbank der USA.

## Leben
Gramlich graduierte am Williams College 1961 und erhielt seinen Master 1962. 1965 absolvierte er den Ph.D. in Ökonomie an der Yale University. Er ging zur Zentralbank als Forscher für Ökonomie von 1965 bis 1970. Von 1973 bis 1975 war er an der Brookings Institution. Anschließend unterrichtete er Ökonomie und öffentliche Politik an der University of Michigan von 1976 bis 1996 und ging 2005 zurück nach Michigan als Professor.
Er wurde von Präsident Bill Clinton im Jahre 1997 zum Federal Reserve System berufen und trat 2005 von dem Posten zurück. Für den größten Teil dieser Zeit war er Vorsitzender des Board Committee on Consumer and Community Affairs. Er war ebenfalls Vorsitzender des Air Transportation Stabilization Board, welches der Kongress nach den Terroranschlägen vom 11. September 2001 einberief und das Überleben der US-amerikanischen Flugindustrie untersuchte.
Gramlich starb im Alter von 68 Jahren an Leukämie.